# Avlída (dème)
Pour les articles homonymes, voir Aulis.
Le dème d’Avlída, en grec moderne : Δήμος Αυλίδας, ou dème d'Aulis, du nom de l'ancienne cité, est un ancien dème de l'île d'Eubée, en Grèce. Le dème est supprimé, en 2010, lorsqu'il est fusionné avec le nouveau dème des Chalcidiens.
Selon le recensement de 2011, la population du dème compte 9 306 habitants.